# David Smith (curling)
David Smith es un deportista británico que compitió por Escocia en curling. Su hermano Peter compitió en el mismo deporte.
Ganó siete medallas en el Campeonato Mundial de Curling entre los años 1986 y 2010, y seis medallas en el Campeonato Europeo de Curling entre los años 1982 y 1998.

## Palmarés internacional
| Representando a Escocia |                            |                   |        |
| Campeonato Mundial      |                            |                   |        |
| Año                     | Lugar                      | Medalla           | Prueba |
| 1986                    | Toronto (Canadá)           | Medalla de plata  | Equipo |
| 1988                    | Lausana (Suiza)            | Medalla de bronce | Equipo |
| 1990                    | Västerås (Suecia)          | Medalla de plata  | Equipo |
| 1991                    | Winnipeg (Canadá)          | Medalla de oro    | Equipo |
| 1993                    | Ginebra (Suiza)            | Medalla de plata  | Equipo |
| 1996                    | Hamilton (Canadá)          | Medalla de plata  | Equipo |
| 2010                    | Cortina d'Ampezzo (Italia) | Medalla de bronce | Equipo |
| Campeonato Europeo      |                            |                   |        |
| Año                     | Lugar                      | Medalla           | Prueba |
| 1982                    | Kirkcaldy (Reino Unido)    | Medalla de oro    | Equipo |
| 1983                    | Västerås (Suecia)          | Medalla de bronce | Equipo |
| 1988                    | Engelberg (Suiza)          | Medalla de oro    | Equipo |
| 1991                    | Chamonix (Francia)         | Medalla de plata  | Equipo |
| 1992                    | Perth (Reino Unido)        | Medalla de bronce | Equipo |
| 1998                    | Flims (Suiza)              | Medalla de plata  | Equipo |